# Ethyl-chlorformiát
Ethyl-chlorformiát je organická sloučenina se vzorcem ClCO2CH2CH3, ethylester kyseliny chlormravenčí. Používá se v organické syntéze na zavádění ethylkarbamátových chránicích skupin. a na přípravu karboxanhydridů.

## Příprava
Ethylchlorformiát lze vytvořit reakcí ethanolu s fosgenem:

## Bezpečnost
Ethylchlorformiát je vysoce toxický, hořlavý, a žíravý. Při styku s očima a/nebo kůží způsobuje těžké popáleniny, nebezpečný je i při vdechnutí a pozření.